# Philipp Rösler
Pour les articles homonymes, voir Rösler.
Philipp Rösler, déclaré né le 24 février 1973 au Viêt Nam du Sud, est un homme politique allemand, membre du Parti libéral-démocrate (FDP).
Arrivé en Allemagne à neuf mois, médecin formé par la Bundeswehr, il est nommé secrétaire général du FDP dans le Land de Basse-Saxe en 2000. Il en prend la présidence en 2006, puis devient, en 2009, vice-ministre-président et ministre régional de l'Économie. À peine quelques mois plus tard, il entre au gouvernement fédéral, au poste de ministre fédéral de la Santé.
Il est choisi, en 2011, pour remplacer Guido Westerwelle à la direction fédérale du parti libéral, ce qui lui vaut d'être promu vice-chancelier et ministre fédéral de l'Économie. Il renonce à la présidence du FDP à la suite de la déroute des élections fédérales de 2013 et quitte le gouvernement.

## Biographie

### Enfance et jeunesse
Il est né durant la guerre du Viêt Nam et devient orphelin. Adopté par un couple d'Allemands ayant déjà deux filles biologiques, il arrive à Hambourg à l'âge de neuf mois seulement. Il grandit ensuite à Bückeburg, puis Hanovre, où il obtient son abitur en 1992. Cette année-là, il adhère aux Jeunes libéraux (JuLis), l'organisation de jeunesse du Parti libéral-démocrate.

### Formation médicale dans la Bundeswehr
Il entame aussitôt son service militaire obligatoire, en tant que personnel médical militaire de la Bundeswehr, mais est rapidement exempté en vue de suivre des études de médecine dans une école de Hanovre. À partir de 1999, il poursuit son cursus à l'hôpital militaire de Hambourg. 
Il obtient son doctorat en 2002 et quitte l'année suivante le service médical des forces armées fédérales.

### Ascension politique fulgurante
Devenu secrétaire général du FDP de Basse-Saxe en 2000, à seulement 27 ans, il est élu un an plus tard député à l'Assemblée de la Région de Hanovre, où il est vice-président du groupe libéral. Le 2 février 2003, il entre au Landtag de Basse-Saxe et prend la présidence des députés du FDP. Il est alors contraint de renoncer à ses fonctions dans l'appareil du parti.
À l'occasion du congrès fédéral de mai 2005, il entre à la présidence fédérale, en tant qu'observateur, avec le soutien de 95 % des délégués. À peine un an plus tard, alors qu'il n'est pas réélu à l'Assemblée de Hanovre, il est porté, le 18 mai 2006, à la présidence de la fédération du FDP en Basse-Saxe, en remplacement de Walter Hirche, avec 96,4 % des suffrages.

### Dirigeant des libéraux en Basse-Saxe
Reconduit, en juin 2007, à la présidence fédérale avec 88 % des suffrages, il est investi le mois suivant chef de file des libéraux pour les élections législatives régionales du 27 janvier 2008. Le jour du scrutin, le FDP reste stable avec 8,2 % des voix et 13 députés sur 152, permettant le maintien au pouvoir de la coalition noire-jaune du chrétien-démocrate Christian Wulff. Environ un an plus tard, le 18 février 2009, il est nommé vice-ministre-président, ministre de l'Économie, du Travail et des Transports de Basse-Saxe, postes où il succède une nouvelle fois à Hirche.

### Ministre fédéral de la Santé
Négociateur du Parti libéral-démocrate pour les questions de santé dans le cadre des discussions pour la formation d'une coalition noire-jaune avec la CDU d'Angela Merkel, Philipp Rösler est nommé ministre fédéral de la Santé dans le second gouvernement Merkel le 28 octobre 2009. Il est le premier libéral à occuper ce poste. À 36 ans, il devient le benjamin du gouvernement, juste devant le nouveau ministre fédéral de la Défense, Karl-Theodor zu Guttenberg. Il cesse d'être le benjamin un mois plus tard, avec la nomination de la jeune Kristina Köhler, 32 ans, au ministère fédéral de la Famille. Il est par ailleurs le premier ministre d'origine non européenne nommé en Allemagne. Sa principale mission consiste à réformer l'assurance maladie.

### Dirigeant du FDP au niveau fédéral
À la suite du renoncement, le 3 avril 2011, de Guido Westerwelle à conserver la présidence du FDP lors du congrès de mai à Rostock, il est pressenti le lendemain par la direction fédérale du parti pour lui succéder à ce poste et reprendre les fonctions de vice-chancelier. Il confirme sa candidature le 5 avril, assurant toutefois que son élection, largement soutenue par les dirigeants et les députés, ne conduira à aucun remaniement ministériel. Le 12 mai, il devient vice-chancelier et ministre fédéral de l'Économie et de la Technologie, en remplacement de Rainer Brüderle, nouveau président du groupe parlementaire libéral, et en contradiction avec ses déclarations d'avril. Il est porté à la tête du parti lors du premier jour du 62e congrès fédéral, le 13 mai, avec 95,08 % des voix.

### Contestation interne et démission
À la fin de l'année 2012 et au début de l'année 2013, alors qu'approchent les élections législatives régionales de 2013 en Basse-Saxe et les élections fédérales, son leadership sur le FDP, toujours très bas dans les sondages, est de plus en plus critiqué, par des personnalités comme Dirk Niebel ou Hermann Otto Solms, tandis que Brüderle est vu comme un possible recours. Il est alors contraint de réfuter les rumeurs sur un renoncement à ses fonctions lors du congrès fédéral prévu en mai 2013.
Le 6 janvier 2013, lors de la traditionnelle convention de l'Épiphanie du FDP, à Stuttgart, Niebel remet explicitement en cause la direction de Rösler, affirmant être « [désolé] de voir dans quel état se trouve [son] parti », que « cela ne peut plus continuer comme ça », ajoutant même « Le FDP ne peut se permettre de repousser [au mois de mai] les décisions nécessaires ». Intervenant à sa suite, Rösler répond que « on est en train de dépasser les bornes de la critique ».
Bien que les libéraux aient finalement réalisé un excellent score aux régionales de Basse-Saxe, il annonce, au lendemain du scrutin, le 21 janvier, qu'il est prêt à renoncer à la présidence du parti, à la direction de la campagne fédérale, au profit de Rainer Brüderle, et à avancer la date du congrès fédéral, initialement prévu au mois de mai. Plus tard dans la journée, un accord est trouvé, qui prévoit le maintien de Rösler à la présidence fédérale du FDP, mais la désignation de Brüderle comme chef de file aux élections fédérales de septembre.
Le 22 septembre, le résultat des élections fédérales constitue une défaite cuisante pour le FDP avec seulement 4,8 % des voix. Le lendemain, Philip Rösler annonce sa démission à la tête du parti. Il est remplacé au gouvernement le 17 décembre 2013 par le social-démocrate Sigmar Gabriel.

### Vie privée
Il est marié depuis octobre 2008 et père de jumelles. Il appartient à la conférence générale du Comité central des catholiques allemands (ZdK).